# 加トちゃんケンちゃん光子ちゃん
『加トちゃんケンちゃん光子ちゃん』（かとちゃんけんちゃんみつこちゃん）は、フジテレビ系列で1987年から1994年まで放送されたコント番組。

## 概要
元々はテレビ朝日系の番組『ドリフと女優の爆笑劇場』内でのメインコーナー｢ドリフの爆笑家族」のコントの1つであった。

## 放送日

### 加トちゃんケンちゃん光子ちゃん 笑いころげて秋一番!（1987年版）
1987年10月16日「金曜おもしろバラエティ」枠（19:00-20:54）にて放映。

#### 出演
- 森光子（特別出演）
- 加藤茶
- 志村けん
- みのもんた（ゲームコーナーのみ司会進行役）
- 松本典子
- 相楽晴子
- 新田恵利
- 山瀬まみ
- 立花理佐
- 伊藤智恵理

#### 内容
コント
- 一九八七年度芸術祭不参加作品『光子の生涯』
  - おめでたコント「赤ちゃん欲しいガンバリましょう!」
  - 出産コント「不安と期待 初めての出産」
  - 赤ちゃんコント「赤ちゃん誕生! 〜私が光子よ」
  - 遊びのコント「みんなで仲よく遊びましょ!」
  - 遠足へ行くコント
  - 中学校コント「セーラー服におさげ髪 中学生(珍)教室」
    - 立花理佐が「描写(びょうしゃ)」を「ねこしゃ」と読んでしまうハプニングが発生した。

  - 親子げんかのコント「お父さん大キライ! 〜父と娘の対立」
  - 不良になったコント「スケ番・光子のツッパリ」
  - 成人式コント「成人式おめでとう 〜大人の自覚」
  - 結婚式コント「女の幸せ!純白のウエディングドレス」
  - 不動産コント「夢のまた夢!?マイホーム」
  - 幸せな家庭コント「銀婚式♥高級レストランのフルコース」
  - 晩年のコント「時は流れて…」

ゲームコーナー
- ミックスジュースゲーム

### 加トちゃんケンちゃん光子ちゃん 笑いころげてピッカピカ!
1988年5月20日「金曜おもしろバラエティ」枠（19:30-20:54）にて放映。

#### 出演
- 森光子（特別出演）
- 加藤茶
- 志村けん
- 荒井注
- 松本伊代
- 森尾由美
- 松本典子
- 石野陽子（現：いしのようこ）
- その他のエキストラ：ホリ・エージェンシー、河原企画、S.S.P.、いづみプロ

#### 内容
- ホームレスコント
- 丁稚奉公のコント
- 夜学コント
- スケバンコント
- 刑務所コント
- 回想コント①（相撲編）
- 居酒屋コント
- 回想コント②（『E.T.』パロディコント）
- 誕生コント

### 加トちゃんケンちゃん光子ちゃん 笑いころげて春一番!（1989年版）
1989年3月31日「金曜おもしろバラエティ」枠（19:00-20:54）にて放映。
冒頭の大霊界コントは過去2作品の総集編でもある。

#### 出演
- 森光子（特別出演）
- 加藤茶
- 志村けん
- 松本典子
- 立花理佐
- 渡辺美奈代
- すわ親治
- 篠田薫
- 横井三郎
- 松本梨香
- その他のエキストラ：俳協、いづみプロ

#### 内容
- 大霊界コント
- 加トちゃん・ケンちゃん・光子ちゃん旅芝居〜光子一座は雨のち晴れ〜

### 加トちゃんケンちゃん光子ちゃん 笑いころげておもしろ家族!
内容はほぼリニューアルだが、『ドリフと女優の爆笑劇場』内でのメインコーナー「ドリフの爆笑家族」をリメイクとなり、「いかりや一家」から「加藤一家」に変更として題した。

#### 放送日
- 第1回（実質上の第4回）：1990年1月9日19:00-20:54（火曜ワイドスペシャル枠）
- 第2回（実質上の第5回）：1990年3月30日19:00-20:54（金曜おもしろバラエティ枠）
- 総集編：1994年5月17日19:30-20:54（火曜ワイドスペシャル枠）

#### 出演
レギュラー
- 加藤光子（母）：森光子（特別出演）
- 加藤茶太郎（父）：加藤茶
- けん（爺）：志村けん
- 加藤典子（長女）：松本典子
- 加藤博子（次女）：森口博子

第1回目のゲスト
- 高木ブー（友情出演）
- 野村昭子
- 飯田テル子
- 橋本菊子
- 山田博行
- 宮寺康夫
- 深谷みさお
- 瀬里町ゆみ
- 木戸由利子
- 杉美雪
- 栗原由季
- バルタン星人（特別出演、ただし出演クレジット表記なしだが、代わりに「協力：円谷プロダクション」と表記となる）
- その他のエキストラ：若駒、いづみプロ

第2回目のゲスト

#### 内容
第1回
- 加藤家新年のご挨拶
- 2月のコント
- 旅館コント
- 3月末の花見コント
- 4月のコント
- 5月のコント
- 6月のコント
- 7月のコント
- 8月のコント
- 9月のコント
- 10月のコント
- 11月のコント
- 12月のコント

第2回
- 朝のトイレ
- へそくり
- 読み間違いのコント
- 博子が目にゴミが入る花粉症のコント
- 障子張りで紙が張り付くコント
- 食事中の会話のコント
- 私の夢は…大さわぎ
  - 歌舞伎役者
  - ドジなスチュワーデス
  - 踊れぬバレリーナ
  - グレたぞかぐや姫
- 季節はずれ大雪でカチンカチン
- ラジカセのコント
- 旅館コント「新婚旅行(秘)おもしろ話」

1994年放送の傑作集
- 母さんの(秘)誕生日祝い
- 大さわぎ温泉旅行
- 典子の盲腸入院
- 博子の目にゴミ

### 加トちゃんケンちゃん光子ちゃん 秋一番スペシャル
1990年10月9日「火曜ワイドスペシャル」枠（19:00-20:54）にて放映。内容は1988年から1990年まで放映されていた傑作コントの総集編である。

#### 内容
- 加トちゃん・ケンちゃん・光子ちゃんTOKYO自由人物語（1988年5月20日放送分）
- 加トちゃん・ケンちゃん・光子ちゃん旅芝居〜光子一座は雨のち晴れ〜（1989年3月31日放送分）
- 加トちゃんケンちゃん光子ちゃん笑いころげておもしろ家族!（1990年3月30日放送分）

### 加トちゃんケンちゃん光子ちゃん 笑いころげて春一番!（1991年版）
1991年4月5日「金曜ファミリーランド」枠（19:00-20:54）にて放映。

#### 出演
- 森光子（特別出演）
- 加藤茶
- 志村けん
- 松本典子
- 森口博子
- 高木ブー
- ストロング金剛

#### 内容
- あれ！不思議リモコン&お茶入れ
- 図書館はお静かに
- 油断大敵?母さんの誕生日
- 大イビキ！酒酔い家族
- 究極の興奮！アダルトビデオ
- 電車（高木ブーがゲスト出演。最後は志村に泣かされる）
- 通夜にまさか足しびれ

### 加トちゃんケンちゃん光子ちゃん 笑いころげてもう一度
1992年2月4日「火曜ワイドスペシャル」枠（19:30-20:54）にて放映。

#### 内容
- バカ飲み!温泉旅行（1990年1月9日放送分）
- おもしろ一家の(秘)夢物語（1990年3月30日放送分）
- 忘れちゃダメよ誕生日（1991年4月5日放送分）
- 図書館はお静かに（1991年4月5日放送分）

## スタッフ
- 作・構成：田村隆（第1〜5回）、柊達雄（第1〜6回）、海老原靖芳（第6回）、島崎伸一（第6回）、野村安史（第6回）、高橋周二（第6回）
- 音楽：たかしまあきひこ
- 音楽協力：ワールドミュージック
- 振付：西条満、花柳糸之（花柳→第3回）
- 演奏：三原綱木とザ・ニューブリード
- 技術：ニユーテレス、岩沢忠夫
- カメラ：藤江雅和
- 音声：杉山直樹（第3,5回）、石井俊二（第4,6回）
- 映像：瀧本恵司（第3回）、高瀬義美（第4〜6回）
- 照明：菅原昇、梶光正（共に第3回）、河島美晃（第4,5回）、藤井梅雄（第6回）
- ＶＴＲ編集：正木俊行、頼信良三（IMAGICA、正木・頼信は第3回）、星野正則（IMAGICA、第4〜6回）
- ＭＡ：植松巌（IMAGICA）
- 音響効果：川嶋明則（OCBプロ）
- 美術制作：一色隆弘（第3回）、石鍋伸一郎（第4〜6回）
- デザイン：根本研二
- 美術進行：山根安雄
- 大道具：樋渡一夫、近江春夫（第3〜5回）、林光明（第6回）
- 装飾：高田修司、三浦清隆（共に第3回）、中村俊介（第4回）、加川功（第5回）、久保田善行（第6回）
- 持道具：栗原美智代
- 衣裳：土田清（第3,6回）、杉山正英（第4回）、佐藤孝二（第5回）
- メイク：安部真人（第3回）、岩井真美（第4回）、塩幡万里子（第5回）、梅沢文子（第6回）
- かつら：牧野勇（第3〜5回）、太田修（第6回）
- 視覚効果：高橋千之（第3回）、中山信男（第4〜6回）
- 電飾：桐ヶ谷幸雄（第3〜5回）、宇塚敏明（第6回）
- アクリル装飾：山中敏也（第3回）、平山晃哉（第4〜6回）
- 生花装飾：佐伯孝夫
- 植木装飾：須田信治
- タイトル：藤沢良昭
- TK：松下絵里（第4回）
- 制作協力：オフィスモリ、渡辺プロダクション、ゼブラカンパニー
- ＡＤ：米谷裕輔
- ＡＰ：本居幸治（イザワオフィス）
- 演出：森正行（フジテレビ）
- プロデューサー：井澤健（イザワオフィス）
- 企画制作：イザワオフィス

## 特別版
- 1998年9月22日の「祝30周年!!全部見せます爆笑ドリフ大全集!!」でも一部が放送された。
- 2009年7月7日の『カスペ!』枠で「森光子とドリフの爆笑スペシャル国民栄誉賞受賞記念」と題し、3時間スペシャルとして放送された。
- 2013年11月12日、「ドリフ大爆笑加トちゃんケンちゃん光子ちゃんスペシャル」として放送された。

## DVD
2021年3月17日に、森の生誕100周年を記念して『加トちゃんケンちゃん光子ちゃん 笑いころげBOX』と題した本番組の傑作コントをまとめたDVD-BOXがポニーキャニオンから発売された。